# کتابخانه ملی چین
کتابخانهٔ ملی چین در غرب شهر پکن، پایتخت چین، قرار دارد. این کتابخانه با گردآوری آثار کتابخانهٔ سلطنتی پکن در سال ۱۹۰۹ تأسیس شد. علاوه بر کتابهایی که از کتابخانهٔ سلطنتی به ارث برد کتابخانه ملی زمان بازگشایی هم تعداد زیادی از انتشارات مهم را از طرق اهدا از دولت دریافت نمود که پایه‌ای برای مجموعه کتابخانه محسوب می‌شد. تا سال ۱۹۴۹ مجموعه‌ای کمی بیش از ۱٬۴۰۰٬۰۰۰ جلد با ۱۲۰ کارمند داشت. کتابخانه زیر نظر وزارت فرهنگ چین است و به‌صورت کتابخانهٔ تحقیقاتی وسیعی وظایف کتابخانهٔ ملی را، که در سراسر دنیا اجرا می‌شود، انجام می‌دهد.

## پیوندها
- وبگاه رسمی کتابخانه ملی چین